# Steinfels
Steinfels, Głazy – nieistniejąca dziś część (kolonia) wsi Stebnik, do 1939 powiat dobromilski, obecnie powiat bieszczadzki, Gmina Ustrzyki Dolne.
Wieś powstała jako kolonia niemiecka. Pierwsi koloniści zaczęli przybywać tu po roku 1784, w ramach tzw. kolonizacji józefińskiej. Kolonia Steinfels leżała 9 km od Ustrzyk Dolnych, 5 km od (Wyżnego), na północ leży Krościenko nad Strwiążem na wschód Nanowa i Stebnik. Środkiem wsi płynie potok Stebnik, prawy dopływ Strwiąża, z lewego brzegu dopływ Jasienika. Zabudowania wiejskie leżały w obrębie wsi Stebnika. Układ zabudowy kolonii w formie łańcuchówki niemieckiej. W roku 1880 było 21 domów oraz 122 mieszkańców. W miejscu kościół pw. św. Marii, parafia ewangelicka w miejscowości Bandrów, rzymskokatolicka w miejscowości Jasień, parafia greckokatolicka w miejscowości Nanowa.
Koloniści niemieccy zostali przesiedleni do Rzeszy w 1940. Zabudowania nie zachowały się, do dziś zachowały się pojedyncze nagrobki ewangelickie na pobliskim cmentarzu. 1944-1951 w ZSRR (rejon chyrowski).
Stebnik jest jednym z najstarszych ośrodków górnictwa naftowego na świecie, kopalnie ropy naftowej istniały tu przed rokiem 1884.

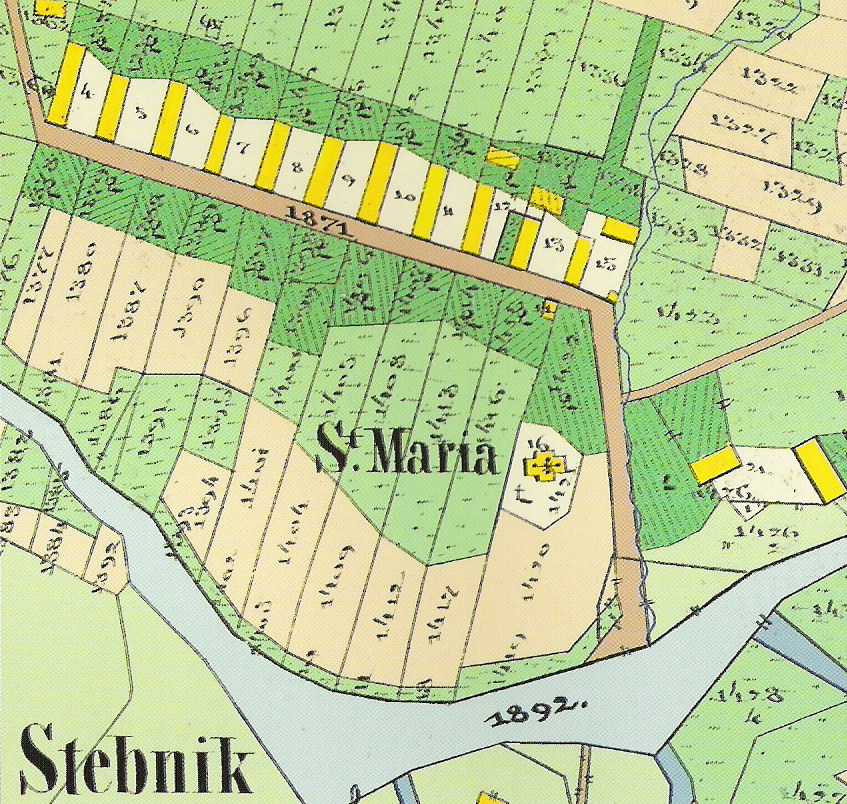
Układ zabudowy wsi Steinfels (Stebnik) 1852
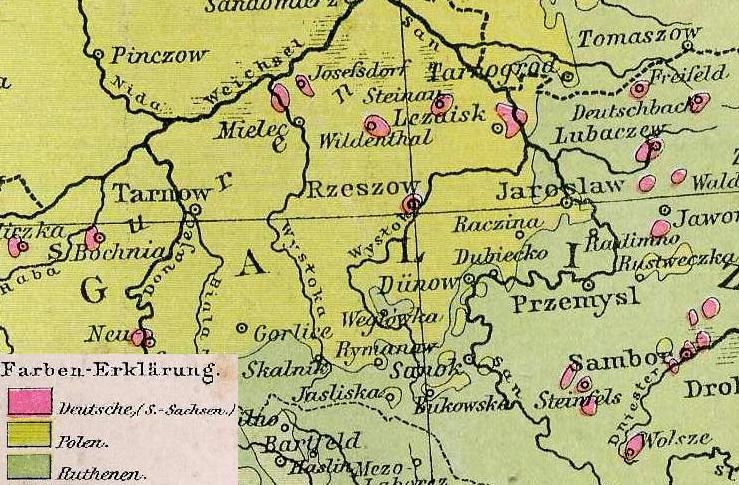
Niemiecka wyspa językowa wokół Steinfels, na narodowej mapie grup etnicznych Podkarpacia (Galicja Środkowa, 1876)